# Sorttjärnen (Norsjö socken, Västerbotten)
Sorttjärnen är en sjö i Norsjö kommun i Västerbotten och ingår i Rickleåns huvudavrinningsområde.